# Lijst van onderscheidingen van de Schwere Panzer-Abteilung 502
Dit is een lijst van onderscheidingen van de Schwere Panzer-Abteilung 502. 

## Houders van het Aanbevelingscertificaat van de Opperbevelhebber van het Duitse Leger
- Herbert Meyer, Leutnant en Zugführer in der schweren Panzerabteilung 502

## Houders van het Duits Kruis

### In goud
- Johannes Bölter, Oberfeldwebel in der 1. Kompanie
- Kurt Göring, Oberfeldwebel in der 2. Kompanie
- Herbert Meyer, Leutnant der Reserve in der schweren Panzerabteilung 502

## Houders van de Ererol van het Rijk
- Herbert Meyer, Leutnant der Reserve  in der 1. Kompanie

## Houders van het Ridderkruis van het IJzeren Kruis
- Willy Jähde, Major, Kommandeur der schweren Panzerabteilung 502
- Alfredo Carpaneto, Unteroffizier en Panzerkommandant in der 3. Kompanie
- Johannes Bölter, Leutnant en Zügführer in der 1. Kompanie
- Otto Carius, Leutnant der Reserve en Zügführer in der 2. Kompanie
- Heinz Kramer, Unteroffizier en Panzerkommandant in der 2. Kompanie
- Albert Kerscher, Feldwebel en Panzerkommandant in der 2. Kompanie
- Johann Muller, Feldwebel en  Panzerkommandant in der 3. Kompanie
- Adolf Rinke, Oberleutnant der Reserve en Führer der 2. Kompanie

### Met eikenloof
- Johannes Bölter, Oberleutnant en Führer der 1. Kompanie
- Otto Carius, Leutnant der Reserve en Führer der 2. Kompanie
- Albert Kerscher, Feldwebel en Panzerkommandant in der 2. Kompanie (onbevestigd)